# Avenida Alirio Ugarte Pelayo
La Avenida Alirio Ugarte Pelayo es una de las arterias más antiguas e importantes de la ciudad de Maturín, Estado Monagas, Venezuela.

## Toponimia
El nombre de la avenida hace referencia a uno de los primeros gobernadores del Estado Monagas, el político Alirio Ugarte Pelayo.

## Historia
Desde tiempo de la colonia esta fue una ruta muy transitada, ya que conectaba Maturín con Cumana.

## Recorrido
La avenida Alirio Ugarte Pelayo comienza desde el distribuidor Bajo Guarapiche. Lo forman muchos comercios hasta el puente de Boquerón, donde se ubica la sede de turismo del Estado Monagas, luego está el palacio de Justicia, a la altura del sector de Tipuro se eleva un puente peatonal, posteriormente se localizan dos centros comerciales muy importantes de Maturín. Más adelante se ubica la sede principal de PDVSA, con otro puente peatonal y concluir en una rotonda que conecta con ruta nacional.

## Galería de imágenes

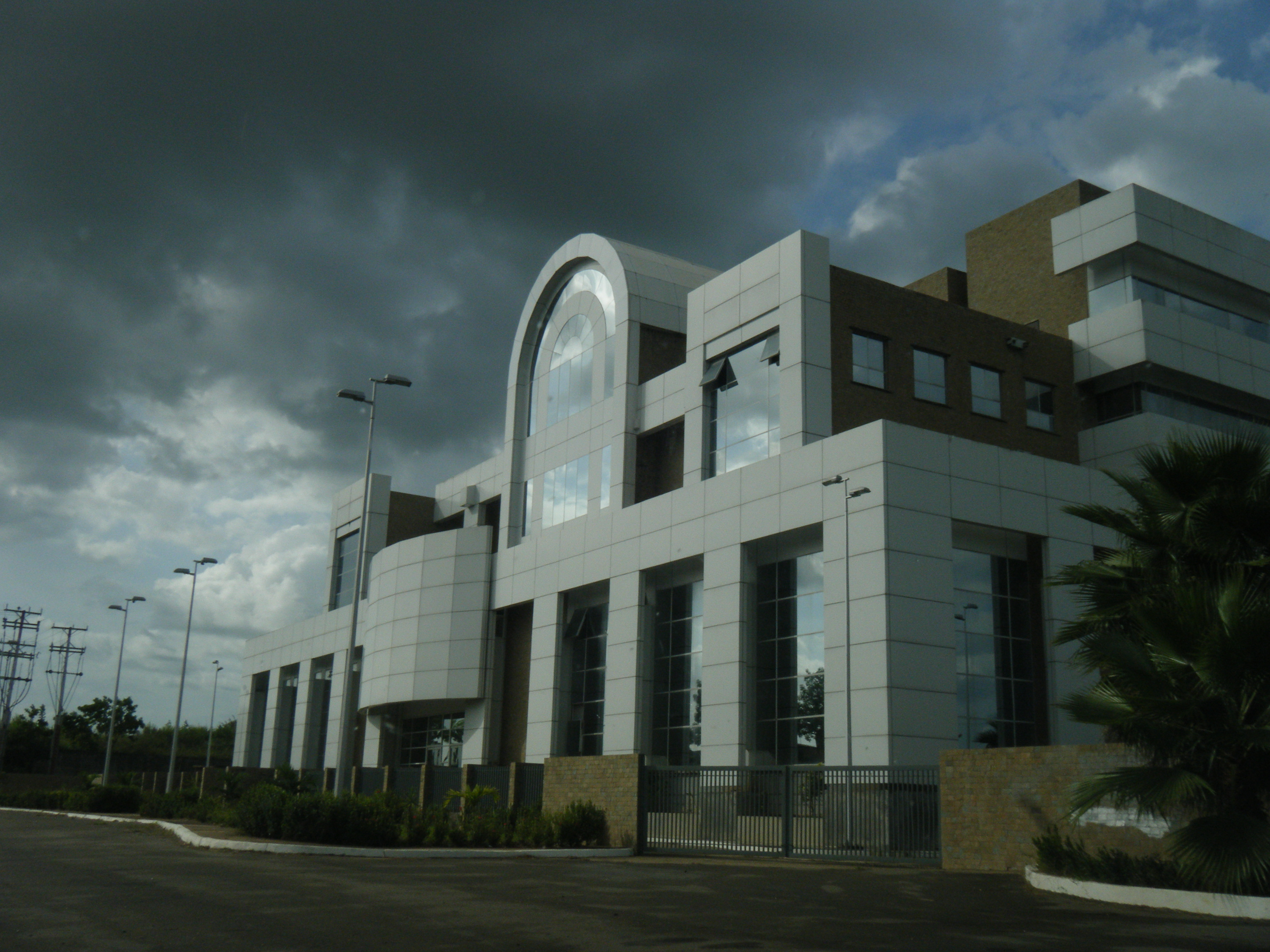
Palacio de Justicia.
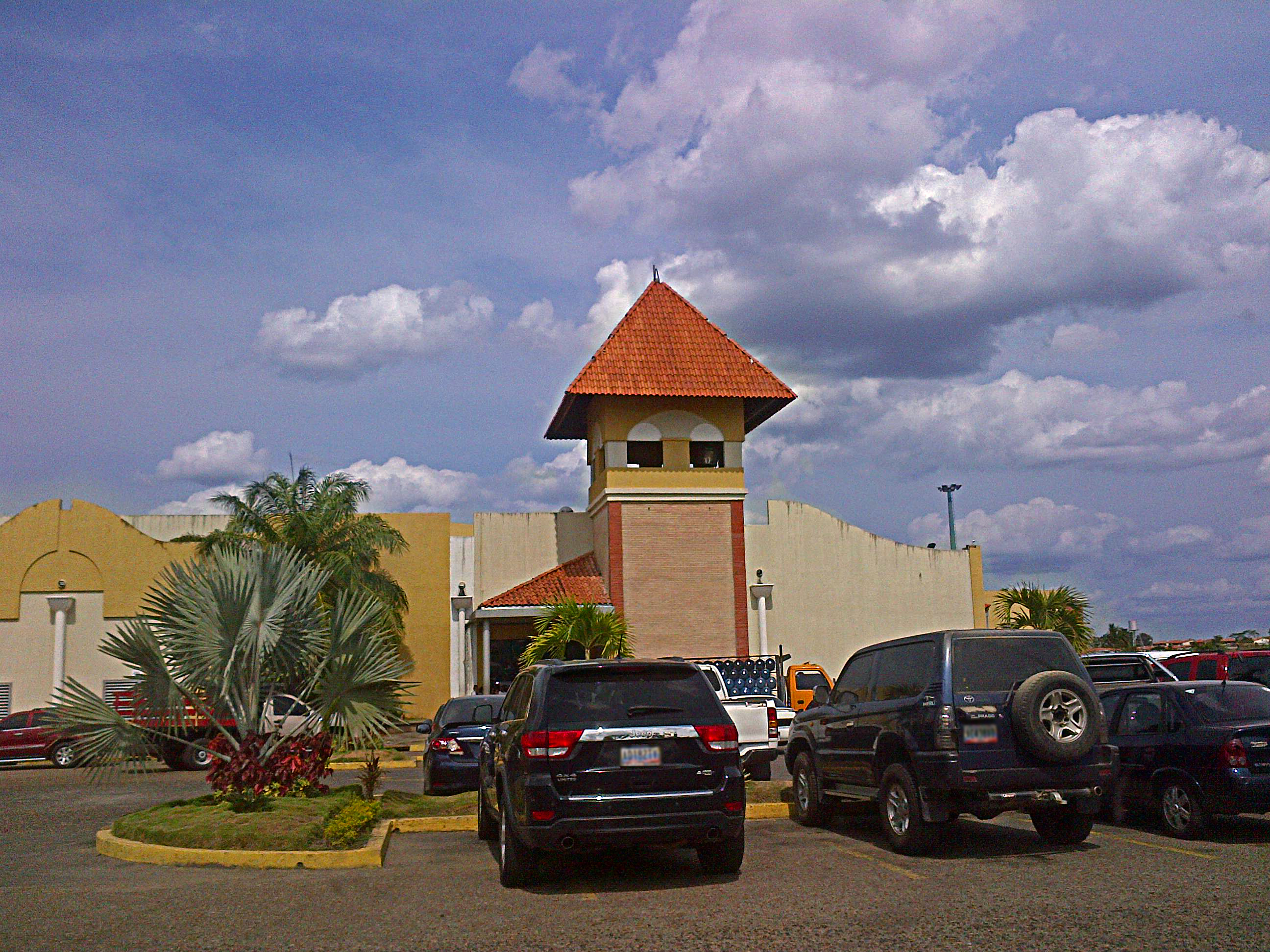
Centro Comercial Monagas Plaza.